# Armă albă

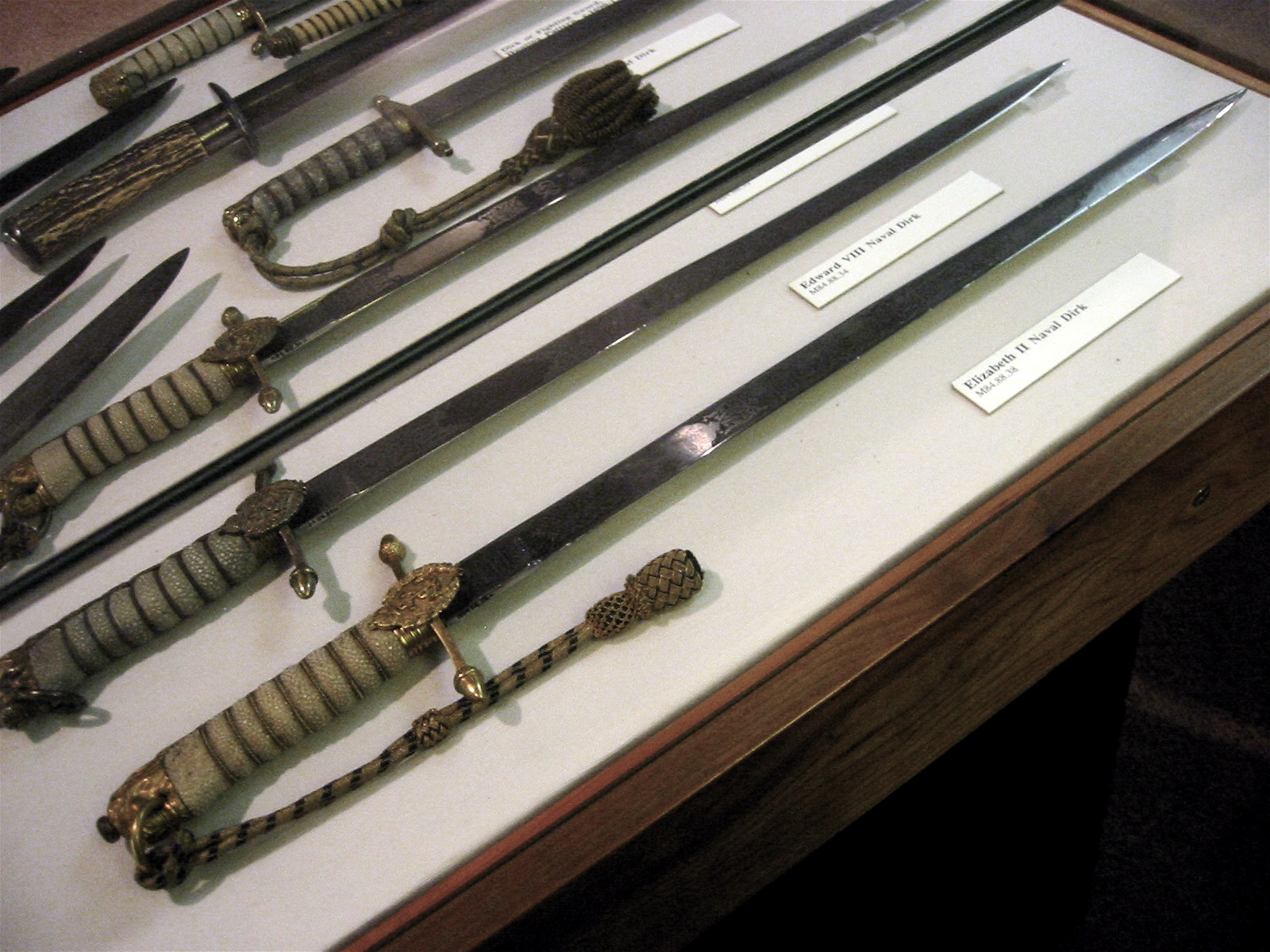

Armă albă se numește o armă destinată luptei corp la corp.
În România, Legea privind regimul armelor și al munițiilor (nr. 295/2004, modificată prin legea 25/2007) definește astfel noțiunea de armă albă: arma albă este acel obiect sau dispozitiv ce poate pune în pericol sănătatea ori integritatea corporală a persoanelor prin lovire, tăiere, împungere, cum ar fi: macete, baionete, săbii, spade, florete, pumnale, cuțite, șișuri, boxuri, castete, arbalete, arcuri, măciuci.
Pentru ca un obiect prevăzut cu lamă să poată fi considerat armă albă cu lamă, trebuie să îndeplinească următoarele criterii:
- lama este fie solidară cu mânerul, fie echipată cu un sistem ce îi permite să facă corp comun cu mânerul său;
- are tăiș dublu pe toată lungimea sa;
- lungimea este mai mare de 15 cm;
- lățimea este mai mare sau egală cu 0,4 cm;
- are un mâner prevăzut cu gardă.

În Republica Moldova, prin HOTĂRÎREA PLENULUI CURȚII SUPREME DE JUSTIȚIE A REPUBLICII MOLDOVA - Cu privire la practica judiciară în cauzele penale despre purtarea (portul), păstrarea (deținerea), transportarea, fabricarea, comercializarea ilegală, sustragerea armelor de foc, a munițiilor sau a substanțelor explozive, păstrarea neglijentă a armelor de foc și a munițiilor. nr.31 din 09.11.1998 se prevede că:
 armă albă se consideră acea care e destinată și adaptată pentru a vătăma, a omorî ființe umane cu aplicarea forței musculare prin contact nemijlocit cu tăiere (săbii, tesacuri, etc.), înțepare (baionete unghiulare, pumnale stilete etc.) prin înțepare - tăiere (baionete plate, cuțite, arcuri, arbalete, pumnale cu tăiș etc.), prin spargere-fărîmițare (box, buzdugan, mlăciu, nunceag etc.) 
Definiția noțiunii de „armă albă” s-a completat cu parametrii cuțitelor care se atribuie la arme albe. Astfel vor constitui arme albe cuțitele la care grosimea lamei depășește 2,6 mm sau lungimea lamei depășește 95 mm”. Portul armelor albe este interzis, cu excepția cuțitelor de vânătoare, portul cărora se permite doar pe terenurile de vânătoare.